# Tom Mboya
Thomas Joseph Odhiambo Mboya (15 août 1930 - 5 juillet 1969) connu, plus communément, sous le nom de Tom Mboya et, parfois, sous le surnom de Andura était un politicien kényan de premier plan pendant le gouvernement de Jomo Kenyatta. Il fut le fondateur du People's Congress Party ainsi qu'un personnage clé dans la formation du parti du KANU (Kenya African National Union) et pendant les pourparlers ayant amené le Kenya à l'indépendance. Au moment de son assassinat le 5 juillet 1969 à Nairobi, il était ministre du  Economic Planning and Development Ministry (« Ministère de la Planification économique et du Développement »).

## Biographie

### Naissance
Tom Mboya, bien que d'origine luo, naît le 15 août 1930 à Kilima Mbogo près de Thika dans une zone appelée les White Highlands of Kenya (en) (« Montagnes blanches du Kenya »). Il est le fils de Leonadus Ndiege, un ouvrier dans une plantation de sisal.

### Éducation
Il est, d'abord, instruit dans diverses écoles de missionnaires catholiques. En 1942, il rejoint la Saint Mary's School of Yala, dans la Région de Nyanza. En 1946, il poursuit ses études au Holy Ghost College (devenu plus tard la Mang'u High School) où il obtient une cote suffisante pour mériter le Cambridge School Certificate. En 1948, Mboya rejoint la Royal Sanitary Institute's Medical Training School for Sanitary Inspectors (école de formation  pour les inspecteurs sanitaires) à Nairobi et y acquiert son brevet d'inspecteur en 1950. En 1955 il reçoit, alors, une bourse du Britain's Trades Union Congress  pour rejoindre le Ruskin College d'Oxford et y étudier la gestion industrielle. Dès l'obtention de son graduat, en 1956, il rentre au Kenya et s'occupe immédiatement de politique à un moment où le Gouvernement britannique prenait la mesure sur le soulèvement des Mau Mau.

### Vie politique

#### Syndicalisme et militantisme politique
La vie politique de Tom Mboya débute, en 1950, dès qu'il fut employé au Nairobi City Council (« Conseil municipal de Nairobi ») en tant qu'inspecteur sanitaire. L'année suivante, il rejoint l' African Staff Association (« Association du personnel africain »). Dès qu'il en est élu Président, il transforme l'association en syndicat baptisé le Kenya Labour Workers Union (« Union des travailleurs du Kenya »). Ce fait rend son employeur (la ville de Nairobi) soupçonneux et, en 1953, il est écarté de son poste d'inspecteur sanitaire. Cependant, cela ne l'empêche pas de continuer de travailler pour le syndicat en tant que Secrétaire général jusqu'en 1955 lorsqu'il doit rejoindre la Grande-Bretagne, pendant un an, pour poursuivre des études.
Dès son retour au Kenya, il reprend son militantisme politique et syndical et, en 1957, décide de former sa propre formation politique, le PCP (People's Congress Party). Il est alors élu, contre Argwings Kodhek, pour siéger au Legco (Colony's Legislative Council) (« Conseil Législatif de la Colonie ») comme un des huit membres africains représentant plus de 6 millions de personnes (contre cinquante membres pour les européens et représentant à peine 60 000 personnes). Immédiatement, il fait campagne, en formant un bloc avec ses collègues africains, pour réclamer la parité des sièges entre « Noirs » et « Blancs ». Il réussit à réformer le corps législatif qui est dès lors constitué de 14 délégués africains et de 14 européens.
Au même moment, Mboya développe une relation étroite avec Kwame Nkrumah du Ghana qui, comme lui, est un panafricaniste. En 1958, pendant la conférence All-African Peoples' Conference au Ghana, organisée par Kwame Nkurumah, il est élu comme Président de la conférence. Il a alors seulement 28 ans.

#### LeStudents Airlifts Programme

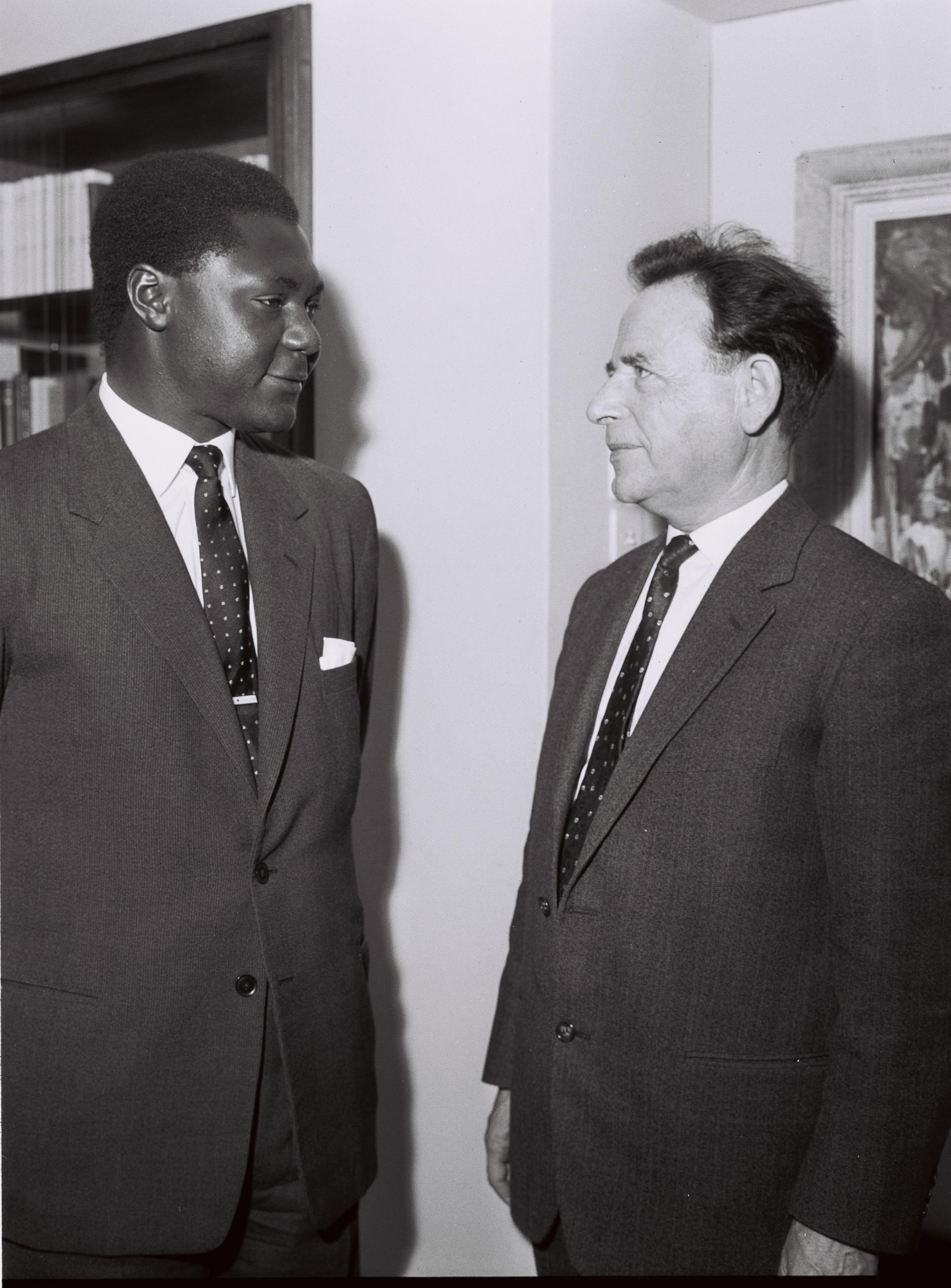
Tom Mboya, à gauche, avec Aharon Becker en 1962.

C'est en 1959 qu'il organise ce qui restera certainement sa plus belle réussite, le Students Airlifts Programme en collaboration avec l'African-American Students Foundation aux États-Unis et grâce à laquelle 81 étudiants kényans (dont Barack Obama Sr., Pamela Arwa Odede et Wangari Muta Maathai) ont pu finaliser leurs études dans des universités américaines. En 1960, il rend visite aux frères Kennedy en vue d'obtenir leur soutien pour élargir le programme à une plus grande partie de l'Afrique et il y réussit. Le programme est étendu à l'Ouganda, au Tanganyika et à l'île de Zanzibar (tous deux maintenant Tanzanie), la Rhodésie du Nord (maintenant Zambie), la Rhodésie du Sud (maintenant Zimbabwe), et le Nyasaland (maintenant Malawi). Environ 230 étudiants africains ont reçu des bourses pour étudier dans des universités aux États-Unis. Ce programme d'aide aux étudiants, se perpétue, toujours aujourd'hui, grâce à sa fille Susan qui a fondé, en 2002, et préside le Zawadi Africa Education Fund, (uniquement destiné aux filles).

#### Mandats
En 1960, le PCP de Mboya s'unit au KAU (Kenya African Union) et au KIM (Kenya Independent Movement) pour former le KANU (Kenya African National Union) afin de dépasser la politique de tribalisme qui règne au sein de chaque formation et ainsi se préparer à la Lancaster House Conference (en) (appelée ainsi parce qu'elle doit se tenir à la Lancaster House à Londres) où le cadre constitutionnel et l'indépendance du Kenya doivent être négociés. Tom Mboya dirige la délégation kényane en tant que secrétaire général du KANU aux trois conférences (1960, 1962 et 1963).
Après l'indépendance du Kenya en 1963, Mboya est élu comme parlementaire représentant la circonscription électorale de Nairobi Central (aujourd'hui : circonscription de Kamukunji) et nommé ministre de la Justice et des Affaires constitutionnelles puis, en 1964, ministre de la Planification économique et du développement. Poste qu'il occupe jusqu'à son assassinat en 1969. Dans ce rôle, il a écrit l'important « Rapport de session n° 10 » sur la tradition kényane du Harambee (« Poussons ensemble » ou « Ho hisse! » en swahili) qui est également la devise du pays et apparaît sur son blason) et les principes du socialisme africain. Ce rapport adopté par le Parlement dès 1964 fourni un modèle de gouvernance basé sur les valeurs africaines d'entre aide.

### Vie privée
Tom Mboya a deux frères Isaiah Ndiege et Alphonse Okuku Ndiege.
En 1962, il épouse légitimement Pamela Arwa Odede (elle est fille du politicien Walter Odede) à la All Saints Cathedral de Nairobi alors qu'il était déjà marié 2 fois selon les rites coutumiers des Luo. Ils ont 5 enfants : Maureen (actuelle Magistrat en chef à Kibera), Susan (qui perpétue le programme d'aide aux étudiants, initié par son père, avec la création de la Zawadi Africa Education Fundation), Luke ainsi que 2 jumeaux nommés Peter (mort en 2004 dans un accident de moto) et Patrick (décédé à l'âge de 4 ans).

### Décès

#### Assassinat
Avant son assassinat, Tom Mboya avait déjà été victime de deux autres tentatives en 1967. D'abord avec un camion qui heurte violemment, par le flanc, sa voiture ; ensuite lorsqu'un garde de sécurité de sa maison de Lavington tire sur sa voiture sans l'atteindre. Dans les deux cas, aucun suspect ne sera arrêté.
Alors qu'il était accompagné par son frère Alphonse Okuku Ndiege et par son secrétaire permanent Philip Ndegwa, il est assassiné, peu avant 13 heures, le 5 juillet 1969 sur l'actuelle Moi Avenue à Nairobi au sortir de la pharmacie Channi. Nahashon Isaac Njenga Njoroge, de la communauté des Kikuyu, est convaincu, par la police, du meurtre et, après un procès bâclé, est pendu, selon la version officielle, dans le plus grand secret quatre mois après le forfait.
Cependant le mystère reste entier sur les commanditaires du crime. Dès son arrestation, Njoroge déclare « Why don't you go after the big man? » (« Pourquoi ne poursuivez-vous pas le grand homme ? »). Ce qu'il a voulu dire par « grand homme » ne sera jamais dévoilé, laissant la voie ouverte à beaucoup de spéculations. Tom Mboya était pressenti comme candidat aux élections présidentielles suivantes. On le soupçonnait aussi d'avoir des liens étroits avec la CIA. Une grande partie de l'élite de la tribu des Kikuyu gravitant autour du président Jomo Kenyatta sera blâmée pour cette mort qui ne fera jamais l'objet d'une enquête judiciaire sérieuse. À tel point que sa veuve n'a de cesse de réclamer que la vérité soit faite sur l'assassinat de son mari jusqu'à demander, en 2008, une entrevue privée avec le Secrétaire général des Nations unies Kofi Annan alors qu'il est médiateur dans les pourparlers sur le partage du pouvoir après les élections de décembre 2007 et de pousser la Truth and Reconciliation Commission (« Commission de réconciliation et de vérité ») instaurée à la suite de ses mêmes pourparlers à réexaminer les faits.

#### Funérailles

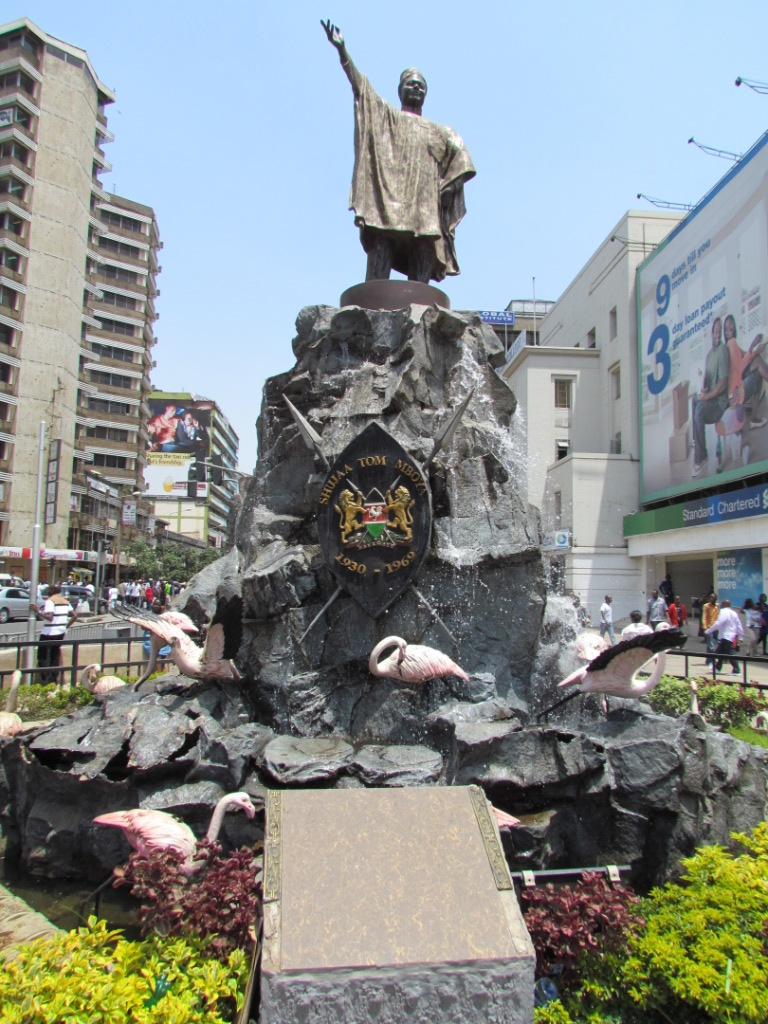
Monument à Tom Mboya.

Une partie des Luo croyant à l'implication de Kenyatta, son enterrement, à Kisumu, donne lieu à des manifestations de masse, contre la présence du président aux funérailles. Une femme allant jusqu'à frapper celui-ci avec sa chaussure, la réaction des gardes du corps fait deux morts par balle.
En 1970, un mausolée, où repose maintenant Tom Mboya, est érigé à Kamasengere, dans la partie occidentale de l'île de Rusinga,. L'objet le plus regardé est l'attaché-case qu'il portait, à la main, au moment de son assassinat.

## Mémoire

### Ouvrages littéraires
- (en) The Kenya question: an African answer (1956), Fabian Colonial Bureau, Londres, (OCLC 2465778) ;
- (en) Kenya faces the future. (1959), American Committee on Africa, New York, (OCLC 8044087) ;
- (en) Freedom and after (1963), 288 p., Little & Brown, Boston, (OCLC 264377) ;
  - traduit en français par Charlyne Valensin, L'indépendance et après, (1967), 318 p., Présence africaine, Paris, (OCLC 10423593) ;
- (en) The challenge of nationhood; a collection of speeches and writings (1963), Africa Bureau, Londres (OCLC 8152065) ;
- (en) A development strategy for Africa; problems and proposals (1967), Ministry of Economic Planning and Development, Nairobi, (OCLC 690654).

### Toponymie
- Un mausolée érigé à Kasawanga en 1970 dans la partie occidentale de l'île de Rusinga ;
- à Kisumu :
  - l'école polytechnique Tom Mboya Labour College,
  - l'ensemble de propriétés foncières Tom Mboya Estate,
  - une rue porte son nom (Tom Mboya Road) ;
- à Nairobi :
  - la rue Tom Mboya (Tom Mboya Street),
  - une statue en bronze doré due, au sculpteur Oshoto Ondula, est dévoilée sur la rue Tom Mboya depuis le 19 octobre 2011. Après la statue de Dedan Kimathi, c'est la deuxième à être promulguée dans le journal officiel comme monument national[12].